# Ischnura elegans

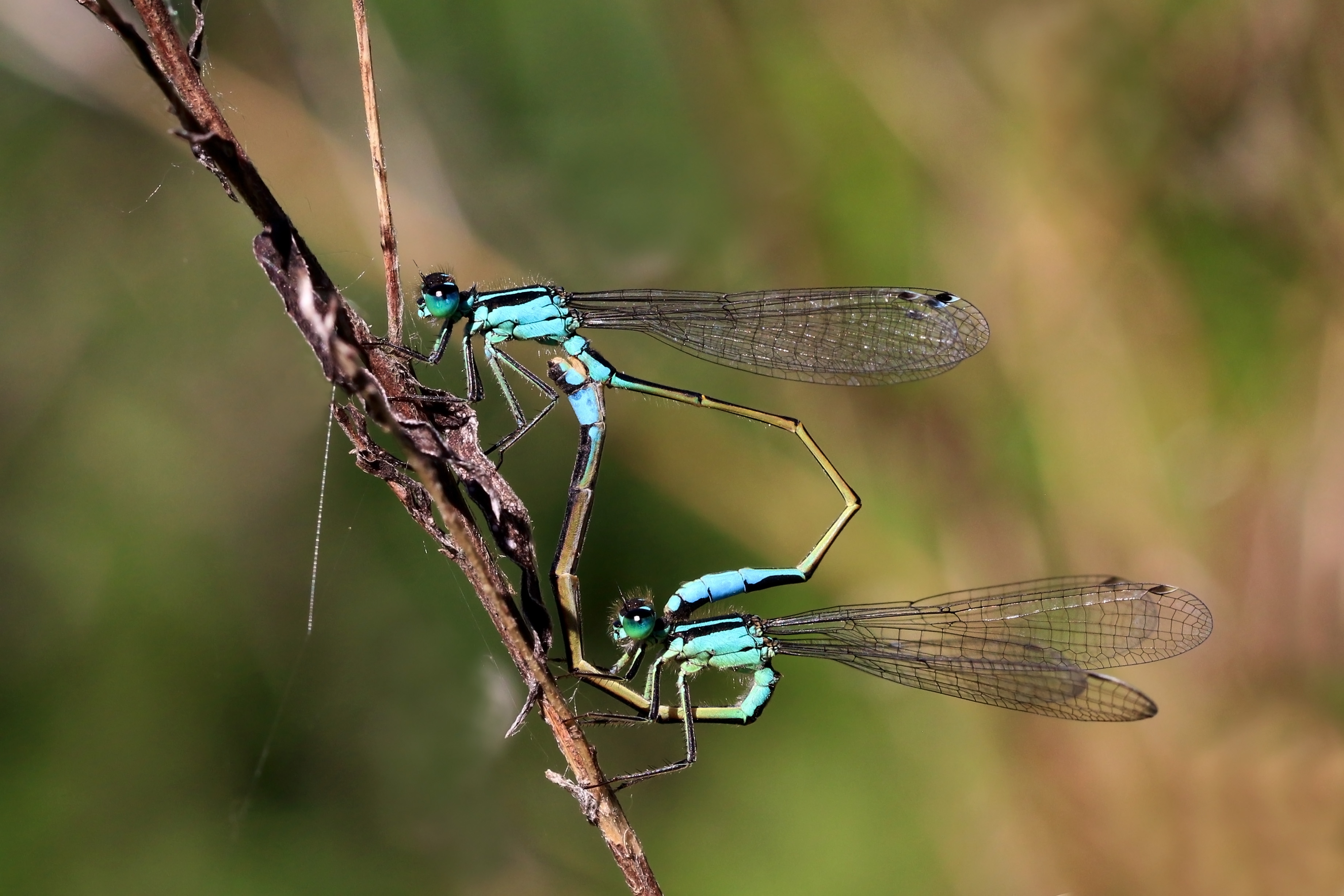
Apareamiento de colas azules

El cola azul común, (Ischnura elegans),  es una especie de odonato zigóptero de la familia Coenagrionidae.

## Descripción
Zigóptero de 30 mm y 40 mm de envergadura alar, con cuerpo negro y de color azul brillante en la cara ventral del tórax y al final del abdomen, ojos negros arriba y azules abajo. No son venenosas.

## Distribución
Por toda Europa, principalmente por la central y del norte, en dirección este llega hasta Japón. Falta al sur de Italia y España, se da en varias islas mediterráneas.

## Hábitat
Sistemas de agua dulce naturales y artificaiales (ríos, arroyos, canales, lagunas, pantanos, etc.).